# Eublemma suava
Eublemma suava är en fjärilsart som beskrevs av Otto Staudinger. Eublemma suava ingår i släktet Eublemma och familjen nattflyn. Inga underarter finns listade i Catalogue of Life.